# Playoffs ACB 2017-18
Los Playoffs ACB 2017-18 se disputaron desde el 27 de mayo hasta el 19 de junio de 2018, siendo el ganador de la Liga ACB 2017-18 el Real Madrid tras vencer por 3-1 al Kirolbet Baskonia en la final.

## Formato
En función de la clasificación de la liga regular se establecen diversos enfrentamientos. En los cuartos de final, será vencedor el mejor de 3 partidos, pero en semifinales y la final, el vencedor de cada enfrentamiento será el ganador del mejor de 5 partidos. El mejor clasificado en la liga regular jugará los primeros partidos en casa, y si fuera necesario, los últimos de la serie.

## Equipos clasificados
Los equipos que al final de la liga regular ocupen una posición entre el 1.º y el 8.º puesto, tienen derecho a participar en los Playoffs por el título.
| - Real Madrid (1.º) - Kirolbet Baskonia (2.º) - FC Barcelona Lassa (3.º) - Valencia Basket (4.º) - Herbalife Gran Canaria (5.º) - MoraBanc Andorra (6.º) - Unicaja (7.º) - Iberostar Tenerife (8.º) |

## Cuadro resumen
|  | Cuartos de final         | Cuartos de final         | Cuartos de final         | Cuartos de final         | Cuartos de final | Cuartos de final |                     |                     | Semifinales   | Semifinales | Semifinales | Semifinales | Semifinales | Semifinales |  |  | Final | Final | Final | Final | Final | Final |
|  |                          |                          |                          |                          |                  |                  |                     |                     |               |             |             |             |             |             |  |  |       |       |       |       |       |       |
|  |                          |                          |                          |                          |                  |                  |                     |                     |               |             |             |             |             |             |  |  |       |       |       |       |       |       |
|  |                          |                          |                          |                          |                  |                  |                     |                     |               |             |             |             |             |             |  |  |       |       |       |       |       |       |
|  | 1 Real Madrid            | 1 Real Madrid            | 1 Real Madrid            | 1 Real Madrid            | 83               | 84               |                     |                     |               |             |             |             |             |             |  |  |       |       |       |       |       |       |
|  | 1 Real Madrid            | 1 Real Madrid            | 1 Real Madrid            | 1 Real Madrid            | 83               | 84               |                     |                     |               |             |             |             |             |             |  |  |       |       |       |       |       |       |
|  | 8 Iberostar Tenerife     | 8 Iberostar Tenerife     | 8 Iberostar Tenerife     | 8 Iberostar Tenerife     | 73               | 75               |                     |                     |               |             |             |             |             |             |  |  |       |       |       |       |       |       |
|  | 8 Iberostar Tenerife     | 8 Iberostar Tenerife     | 8 Iberostar Tenerife     | 8 Iberostar Tenerife     | 73               | 75               | 1 Real Madrid       | 1 Real Madrid       | 1 Real Madrid | 88          | 92          | 99          |             |             |  |  |       |       |       |       |       |       |
|  |                          |                          |                          |                          |                  |                  | 1 Real Madrid       | 1 Real Madrid       | 1 Real Madrid | 88          | 92          | 99          |             |             |  |  |       |       |       |       |       |       |
|  |                          | 5 Herbalife Gran Canaria | 5 Herbalife Gran Canaria | 5 Herbalife Gran Canaria | 70               | 83               | 92                  |                     |               |             |             |             |             |             |  |  |       |       |       |       |       |       |
|  | 4 Valencia Basket        | 4 Valencia Basket        | 4 Valencia Basket        | 5 Herbalife Gran Canaria | 70               | 83               | 92                  | 71                  | 70            | 89          |             |             |             |             |  |  |       |       |       |       |       |       |
|  | 4 Valencia Basket        | 4 Valencia Basket        | 4 Valencia Basket        |                          |                  |                  |                     |                     |               | 89          |             |             |             |             |  |  |       |       |       |       |       |       |
|  | 5 Herbalife Gran Canaria | 5 Herbalife Gran Canaria | 5 Herbalife Gran Canaria | 56                       | 97               | 92               |                     |                     |               |             |             |             |             |             |  |  |       |       |       |       |       |       |
|  | 5 Herbalife Gran Canaria | 5 Herbalife Gran Canaria | 5 Herbalife Gran Canaria | 56                       | 97               | 92               | 1 Real Madrid       | 1 Real Madrid       | 90            | 98          | 83          | 96          |             |             |  |  |       |       |       |       |       |       |
|  |                          |                          |                          |                          |                  |                  | 1 Real Madrid       | 1 Real Madrid       | 90            | 98          | 83          | 96          |             |             |  |  |       |       |       |       |       |       |
|  |                          | 2 Kirolbet Baskonia      | 2 Kirolbet Baskonia      | 94                       | 91               | 78               | 85                  |                     |               |             |             |             |             |             |  |  |       |       |       |       |       |       |
|  | 2 Kirolbet Baskonia      | 2 Kirolbet Baskonia      | 2 Kirolbet Baskonia      | 2 Kirolbet Baskonia      | 91               | 78               | 85                  | 87                  | 80            |             |             |             |             |             |  |  |       |       |       |       |       |       |
|  | 2 Kirolbet Baskonia      | 2 Kirolbet Baskonia      | 2 Kirolbet Baskonia      | 2 Kirolbet Baskonia      |                  |                  |                     |                     |               |             |             |             |             |             |  |  |       |       |       |       |       |       |
|  | 7 Unicaja                | 7 Unicaja                | 7 Unicaja                | 7 Unicaja                | 70               | 64               |                     |                     |               |             |             |             |             |             |  |  |       |       |       |       |       |       |
|  | 7 Unicaja                | 7 Unicaja                | 7 Unicaja                | 7 Unicaja                | 70               | 64               | 2 Kirolbet Baskonia | 2 Kirolbet Baskonia | 86            | 85          | 65          | 88          |             |             |  |  |       |       |       |       |       |       |
|  |                          |                          |                          |                          |                  |                  | 2 Kirolbet Baskonia | 2 Kirolbet Baskonia | 86            | 85          | 65          | 88          |             |             |  |  |       |       |       |       |       |       |
|  |                          | 3 FC Barcelona Lassa     | 3 FC Barcelona Lassa     | 61                       | 79               | 67               | 82                  |                     |               |             |             |             |             |             |  |  |       |       |       |       |       |       |
|  | 3 FC Barcelona Lassa     | 3 FC Barcelona Lassa     | 3 FC Barcelona Lassa     | 61                       | 79               | 67               | 82                  | 76                  | 85            | 91          |             |             |             |             |  |  |       |       |       |       |       |       |
|  | 3 FC Barcelona Lassa     | 3 FC Barcelona Lassa     | 3 FC Barcelona Lassa     |                          |                  |                  |                     |                     |               | 91          |             |             |             |             |  |  |       |       |       |       |       |       |
|  | 6 MoraBanc Andorra       | 6 MoraBanc Andorra       | 6 MoraBanc Andorra       | 94                       | 81               | 71               |                     |                     |               |             |             |             |             |             |  |  |       |       |       |       |       |       |
|  | 6 MoraBanc Andorra       | 6 MoraBanc Andorra       | 6 MoraBanc Andorra       | 94                       | 81               | 71               |                     |                     |               |             |             |             |             |             |  |  |       |       |       |       |       |       |

Fuente: ACB.com Archivado el 16 de junio de 2017 en Wayback Machine.

## Cuartos de final

### Real Madrid-Iberostar Tenerife
| 27 de mayo de 2018 12:30 (CET) Partido 1 | Real Madrid                                                                              | 83–73 (Series: 1–0)        | Iberostar Tenerife                                                           | Madrid |  |
|                                          | Parciales: 21–15, 21–18, 16–15, 25–25                                                    |                            |                                                                              | |  |
|                                          | Estadísticas Jaycee Carroll 15 Anthony Randolph 11 Sergio Llull 4 Felipe Reyes 18 (val.) | Reporte Pts Reb Asts Otros | Estadísticas 21 Mike Tobey 8 Mike Tobey 6 Ferrán Bassas 18 (val.) Mike Tobey | Pabellón: WiZink Center Asistencia: 8.449 espectadores Árbitros: Daniel Hierrezuelo Jordi Aliaga Jorge Martínez |  |

| 29 de mayo de 2018 22:00 (CET) Partido 2 | Iberostar Tenerife                                                                                          | 75–84 (Series: 0–2)        | Real Madrid                                                                              | Tenerife |  |
|                                          | Parciales: 14–14, 18–30, 23–19, 20–21                                                                       |                            |                                                                                          | |  |
|                                          | Estadísticas Mike Tobey 18 Mike Tobey 16 Tobias Borg, Mateusz Ponitka, Javier Beirán 4 Mike Tobey 24 (val.) | Reporte Pts Reb Asts Otros | Estadísticas 19 Rudy Fernández 13 Walter Tavares 7 Sergio Llull 26 (val.) Walter Tavares | Pabellón: Pabellón Insular Santiago Martín Asistencia: 5.176 espectadores Árbitros: Antonio Conde Vicente Bultó Jacobo Rial |  |

| Pasa a semifinales Real Madrid |

### Valencia Basket-Herbalife Gran Canaria
| 28 de mayo de 2018 20:30 (CET) Partido 1 | Valencia Basket | 71–56 (Series: 1–0)        | Herbalife Gran Canaria                                                                                | Valencia |  |
|                                          | Parciales: 22–11, 13–25, 15–7, 21–13                                                                                   |                            | | |  |
|                                          | Estadísticas Sam Van Rossom 17 Bojan Dubljevic 9 Will Thomas, Bojan Dubljević, San Emeterio 3 Sam Van Rossom 17 (val.) | Reporte Pts Reb Asts Otros | Estadísticas 11 Marcus Eriksson 9 Ondrej Balvin 4 Albert Oliver 9 (val.) Eulis Báez, Anzejs Pasecniks | Pabellón: Pabellón Fuente de San Luis Asistencia: 7.116 espectadores Árbitros: José Antonio Martín Bertrán Carlos Cortés Rafael Serrano |  |

| 30 de mayo de 2018 22:00 (CET) Partido 2 | Herbalife Gran Canaria                                                              | 97–70 (Series: 1–1)        | Valencia Basket | Las Palmas |  |
|                                          | Parciales: 22–21, 24–12, 26–24, 25–13                                               |                            | | |  |
|                                          | Estadísticas Xavi Rabaseda 22 Oriol Paulí 6 Albert Oliver 5 Xavi Rabaseda 25 (val.) | Reporte Pts Reb Asts Otros | Estadísticas 11 Sam Van Rossom, Bojan Dubljević 4 Bojan Dubljević 3 Fernando San Emeterio 13 (val.) Fernando San Emeterio | Pabellón: Gran Canaria Arena Asistencia: 5.332 espectadores Árbitros: Juan Carlos García González José Ramón García Ortiz Juan de Dios Oyón |  |

| 1 de junio de 2018 22:00 (CET) Partido 3 | Valencia Basket | 89–92 (Series: 1–2)        | Herbalife Gran Canaria                                                                                | Valencia |  |
|                                          | Parciales: 14–20, 23–18, 23–17, 21–26 (T.E.: 8–11)                                                                             |                            | | |  |
|                                          | Estadísticas Fernando San Emeterio 22 Will Thomas 8 Alberto Abalde, Van Rossom, San Emeterio 3 Fernando San Emeterio 26 (val.) | Reporte Pts Reb Asts Otros | Estadísticas 18 Markus Eriksson 12 Ondrej Balvin 8 Gal Mekel 19 (val.) Markus Eriksson, Ondrej Balvin | Pabellón: Pabellón Fuente de San Luis Asistencia: 7.890 espectadores Árbitros: Emilio Pérez Pizarro Benjamín Jiménez Trujillo Carlos Peruga |  |

| Pasa a semifinales Herbalife Gran Canaria |

### Kirolbet Baskonia-Unicaja
| 27 de mayo de 2018 20:30 (CET) Partido 1 | Kirolbet Baskonia                                                                                          | 87–70 (Series: 1–0)        | Unicaja                                                                                         | Vitoria |  |
|                                          | Parciales: 18–16, 26–20, 15–20, 28–14                                                                      |                            |                                                                                                 | |  |
|                                          | Estadísticas Janis Timma 12 Vincent Poirier 7 Luca Vildoza, Marcelinho Huertas 6 Vincent Poirier 17 (val.) | Reporte Pts Reb Asts Otros | Estadísticas 12 Nemanja Nedović 5 Giorgi Shermadini 5 Nemanja Nedović 16 (val.) Nemanja Nedović | Pabellón: Fernando Buesa Arena Asistencia: 10.084 espectadores Árbitros: Benjamín Jiménez Trujillo Francisco José Araña Sergio Manuel Rodríguez |  |

| 29 de mayo de 2018 22:00 (CET) Partido 2 | Unicaja | 64–80 (Series: 0–2)        | Kirolbet Baskonia                                                                                  | Málaga |  |
|                                          | Parciales: 11–27, 22–25, 15–16, 16–12                                                                                                 |                            | | |  |
|                                          | Estadísticas Nemanja Nedovic 14 Jeff Brooks, Carlos Suárez 6 Alberto Díaz, Carlos Suárez 4 Giorgi Shermadini, Carlos Suárez 18 (val.) | Reporte Pts Reb Asts Otros | Estadísticas 13 Rodrigue Beaubois 8 Ilimane Diop 8 Marcelinho Huertas 24 (val.) Marcelinho Huertas | Pabellón: José María Martín Carpena Asistencia: 7.393 espectadores Árbitros: Miguel Ángel Pérez Pérez Luis Miguel Castillo Martín Caballero |  |

| Pasa a semifinales Kirolbet Baskonia |

### FC Barcelona Lassa-MoraBanc Andorra
| 27 de mayo de 2018 20:45 (CET) Partido 1 | FC Barcelona Lassa                                                                      | 76–94 (Series: 0–1)        | MoraBanc Andorra                                                                                   | Barcelona |  |
|                                          | Parciales: 22–27, 18–18, 17–21, 19–28                                                   |                            | | |  |
|                                          | Estadísticas Petteri Koponen 17 Adrien Moerman 11 Thomas Heurtel 4 Ante Tomić 21 (val.) | Reporte Pts Reb Asts Otros | Estadísticas 14 Jaka Blazic 5 Colton Iverson 6 Vladimir Jankovic, Andrew Albicy 15 Jaime Fernández | Pabellón: Palau Blaugrana Asistencia: 4.011 espectadores Árbitros: Carlos Peruga Òscar Perea Lorente Raúl Zamorano |  |

| 30 de mayo de 2018 19:45 (CET) Partido 2 | MoraBanc Andorra                                                                      | 81–85 (Series: 1–1)        | FC Barcelona Lassa                                                                        | Andorra la Vieja |  |
|                                          | Parciales: 22–17, 20–25, 21–22, 18–21                                                 |                            |                                                                                           | |  |
|                                          | Estadísticas Andrew Albicy 22 Jaka Blazic 9 Jaime Fernández 5 Andrew Albicy 19 (val.) | Reporte Pts Reb Asts Otros | Estadísticas 19 Ante Tomić 6 Ante Tomić 4 Thomas Heurtel, Ante Tomić 31 (val.) Ante Tomić | Pabellón: Poliesportiu d'Andorra Asistencia: 4.774 espectadores Árbitros: Emilio Pérez Pizarro Fernando Calatrava Andrés Fernández Sánchez |  |

| 1 de junio de 2018 19:45 (CET) Partido 3 | FC Barcelona Lassa                                                                                            | 91–71 (Series: 2–1)        | MoraBanc Andorra                                                                                         | Barcelona |  |
|                                          | Parciales: 26–16, 19–21, 24–15, 22–19                                                                         |                            | | |  |
|                                          | Estadísticas Adam Hanga, Ante Tomić 15 Adrien Moerman 12 Thomas Heurtel 5 Ante Tomić, Victor Claver 16 (val.) | Reporte Pts Reb Asts Otros | Estadísticas 13 Jaka Blazic 5 Moussa Diagne, John Shurna 5 Andrew Albicy 14 Andrew Albicy, Oliver Stević | Pabellón: Palau Blaugrana Asistencia: 6.438 espectadores Árbitros: Daniel Hierrezuelo Juan Carlos García González Miguel Ángel Pérez Pérez |  |

| Pasa a semifinales FC Barcelona Lassa |

## Semifinales

### Real Madrid-Herbalife Gran Canaria
| 3 de junio de 2018 18:30 (CET) Partido 1 | Real Madrid                                                                                          | 88–70 (Series: 1–0)        | Herbalife Gran Canaria | Madrid |  |
|                                          | Parciales: 14–22, 28–10, 20–17, 26–21                                                                |                            | | |  |
|                                          | Estadísticas Walter Tavares 17 Felipe Reyes, Walter Tavares 7 Luka Dončić 7 Walter Tavares 25 (val.) | Reporte Pts Reb Asts Otros | Estadísticas 10 Mekel, Radicevic, Aguilar, Fischer 6 Pablo Aguilar 7 Albert Oliver 13 (val.) Nikola Radicevic, Pablo Aguilar | Pabellón: WiZink Center Asistencia: 9.710 espectadores Árbitros: José Antonio Martín Bertrán Emilio Pérez Pizarro Luis Miguel Castillo Televisión: #0 (dial 7) |  |

| 5 de junio de 2018 21:00 (CET) Partido 2 | Real Madrid                                                                                               | 92–83 (Series: 2–0)        | Herbalife Gran Canaria                                                            | Madrid |  |
|                                          | Parciales: 19–21, 33–29, 18–20, 22–13                                                                     |                            |                                                                                   | |  |
|                                          | Estadísticas Luka Dončić 14 Luka Dončić, Gustavo Ayón 7 Luka Dončić 7 Luka Dončić, Gustavo Ayón 20 (val.) | Reporte Pts Reb Asts Otros | Estadísticas 13 Ondřej Balvín 8 Ondřej Balvín 7 Gal Mekel 26 (val.) Ondřej Balvín | Pabellón: WiZink Center Asistencia: 9.256 espectadores Árbitros: Juan Carlos García González Carlos Peruga Òscar Perea Lorente Televisión: Movistar Deportes 1 (dial 55) |  |

| 7 de junio de 2018 21:00 (CET) Partido 3 | Herbalife Gran Canaria                                                         | 92–99 (Series: 0–3)        | Real Madrid                                                                            | Las Palmas |  |
|                                          | Parciales: 27–25, 23–25, 21–29, 21–20                                          |                            |                                                                                        | |  |
|                                          | Estadísticas Eulis Báez 17 Pablo Aguilar 6 Gal Mekel 7 Pablo Aguilar 23 (val.) | Reporte Pts Reb Asts Otros | Estadísticas Rudy Fernández 21 Rudy Fernández 5 Luka Dončić 5 Rudy Fernández 24 (val.) | Pabellón: Gran Canaria Arena Asistencia: 6.419 espectadores Árbitros: Daniel Hierrezuelo Carlos Cortés Sergio Manuel Rodríguez Televisión: Movistar Deportes 1 (dial 55) |  |

| Pasa a la final Real Madrid |

### Kirolbet Baskonia-FC Barcelona Lassa
| 4 de junio de 2018 21:00 (CET) Partido 1 | Kirolbet Baskonia | 86–61 (Series: 1–0)        | FC Barcelona Lassa                                                                         | Vitoria |  |
|                                          | Parciales: 20–15, 27–13, 20–12, 19–21                                                                                   |                            |                                                                                            | |  |
|                                          | Estadísticas J.Timma, T.Shengelia, P.Garino 13 Johannes Voigtmann 9 Jayson Granger 5 J.Voigtmann, T.Shengelia 17 (val.) | Reporte Pts Reb Asts Otros | Estadísticas 12 Petteri Koponen 8 Jalen Reynolds 6 Thomas Heurtel 11 (val.) Jalen Reynolds | Pabellón: Fernando Buesa Arena Asistencia: 9.764 espectadores Árbitros: Daniel Hierrezuelo Benjamín Jiménez Trujillo Fernando Calatrava Televisión: Movistar Deportes 1 (dial 55) |  |

| 6 de junio de 2018 21:00 (CET) Partido 2 | Kirolbet Baskonia                                                                                         | 85–79 (Series: 2–0)        | FC Barcelona Lassa                                                                                    | Vitoria |  |
|                                          | Parciales: 18–26, 20-22, 29–17, 18-14                                                                     |                            | | |  |
|                                          | Estadísticas Matt Janning 19 Vincent Poirier, Tornike Shengelia 7 Jayson Granger 5 Matt Janning 20 (val.) | Reporte Pts Reb Asts Otros | Estadísticas 18 Adrien Moerman 5 Ante Tomić, Adrien Moerman 6 Thomas Heurtel 21 (val.) Adrien Moerman | Pabellón: Fernando Buesa Arena Asistencia: 9.814 espectadores Árbitros: Miguel Ángel Pérez Pérez Antonio Conde Ruiz Rafael Serrano Velázquez Televisión: Movistar Deportes 1 (dial 55) |  |

| 8 de junio de 2018 21:00 (CET) Partido 3 | FC Barcelona Lassa                                                            | 67–65 (Series: 1-2)        | Kirolbet Baskonia                                                                                                | Barcelona |  |
|                                          | Parciales: 18–19, 13–14, 16–12, 20–20                                         |                            | | |  |
|                                          | Estadísticas Ante Tomić 15 Adrien Moerman 9 Adam Hanga 5 Ante Tomić 26 (val.) | Reporte Pts Reb Asts Otros | Estadísticas 11 Tornike Shengelia 12 Vincent Poirier 7 Marcelinho Huertas 12 (val.) Tornike Shengelia, M.Huertas | Pabellón: Palau Blaugrana Asistencia: 5.661 espectadores Árbitros: Emilio Pérez Pizarro Benjamín Jiménez Trujillo Carlos Peruga Televisión: Movistar Deportes 1 (dial 55) |  |

| 10 de junio de 2018 18:30 (CET) Partido 4 | FC Barcelona Lassa                                                                | 82–88 (Series: 1-3)        | Kirolbet Baskonia | Barcelona |  |
|                                           | Parciales: 16–21, 18–23, 19–15, 23–17 (T.E.: 6–12)                                |                            | | |  |
|                                           | Estadísticas Thomas Heurtel 16 Ante Tomić 9 Thomas Heurtel 5 Ante Tomić 27 (val.) | Reporte Pts Reb Asts Otros | Estadísticas 22 Tornike Shengelia 7 Johannes Voigtmann, Tornike Shengelia 7 Marcelinho Huertas 33 (val.) Tornike Shengelia | Pabellón: Palau Blaugrana Asistencia: 6.089 espectadores Árbitros: Daniel Hierrezuelo Miguel Ángel Pérez Pérez Fernando Calatrava Televisión: #0 (dial 7) |  |

| Pasa a la final Kirolbet Baskonia |

## Final

### Real Madrid-Kirolbet Baskonia
| 13 de junio de 2018 21:00 (CET) Partido 1 | Real Madrid                                                                               | 90–94 (Series: 0–1)        | Kirolbet Baskonia                                                                             | Madrid |  |
|                                           | Parciales: 17–19, 22–20, 19–28, 32–27                                                     |                            |                                                                                               | |  |
|                                           | Estadísticas Jaycee Carroll 20 Gustavo Ayón 7 Facundo Campazzo 5 Walter Tavares 17 (val.) | Reporte Pts Reb Asts Otros | Estadísticas 16 Luca Vildoza 7 J.Voigtmann, T.Shengelia 6 Matt Janning 18 (val.) Luca Vildoza | Pabellón: WiZink Center Asistencia: 11.067 espectadores Árbitros: Emilio Pérez Pizarro Antonio Conde Carlos Peruga Televisión: #0 (dial 7) |  |

| 15 de junio de 2018 22:15 (CET) Partido 2 | Real Madrid                                                                                              | 98–91 (Series: 1–1)        | Kirolbet Baskonia                                                                      | Madrid |  |
|                                           | Parciales: 28–33, 24–19, 31–13, 15–26                                                                    |                            |                                                                                        | |  |
|                                           | Estadísticas Jaycee Carroll, Trey Thompkins 16 Gustavo Ayón 10 Facundo Campazzo 4 Gustavo Ayón 21 (val.) | Reporte Pts Reb Asts Otros | Estadísticas 18 Matt Janning 6 Vincent Poirier 5 Jayson Granger 19 (val.) Ilimane Diop | Pabellón: WiZink Center Asistencia: 11.208 espectadores Árbitros: Daniel Hierrezuelo Benjamín Jiménez Trujillo Òscar Perea Lorente Televisión: #0 (dial 7) |  |

| 17 de junio de 2018 18:30 (CET) Partido 3 | Kirolbet Baskonia | 78–83 (Series: 1–2)        | Real Madrid                                                                    | Vitoria |  |
|                                           | Parciales: 24–20, 18–20, 21–25, 15–18                                                                                   |                            |                                                                                | |  |
|                                           | Estadísticas Rodrigue Beaubois 17 Vincent Poirier, T.Shengelia 7 Luca Vildoza 6 Luca Vildoza, Vincent Poirier 14 (val.) | Reporte Pts Reb Asts Otros | Estadísticas 20 Luka Dončić 9 Luka Dončić 5 Sergio Llull 29 (val.) Luka Dončić | Pabellón: Fernando Buesa Arena Asistencia: 15.512 espectadores Árbitros: José Antonio Martín Bertrán Miguel Ángel Pérez Pérez Carlos Cortés Televisión: #0 (dial 7), Movistar Deportes 1 (dial 55) |  |

| 19 de junio de 2018 21:00 (CET) Partido 4 | Kirolbet Baskonia                                                                                    | 85–96 (Series: 1-3)        | Real Madrid                                                                              | Vitoria |  |
|                                           | Parciales: 21–18, 17–24, 19–23, 28–31                                                                |                            |                                                                                          | |  |
|                                           | Estadísticas Rodrigue Beaubois 19 Vincent Poirier 4 Marcelinho Huertas 5 Rodrigue Beaubois 20 (val.) | Reporte Pts Reb Asts Otros | Estadísticas 27 Rudy Fernández 8 Luka Dončić 7 Facundo Campazzo 33 (val.) Rudy Fernández | Pabellón: Fernando Buesa Arena Asistencia: 14488 espectadores Árbitros: Emilio Pérez Pizarro Antonio Conde Benjamín Jiménez Trujillo Televisión: #0 (dial 7), Movistar Deportes 1 (dial 55) |  |

| Ganador ACB 2017-18     |
| ----------------------- |
| Real Madrid 34.º título |